# Тосимаэн (станция)

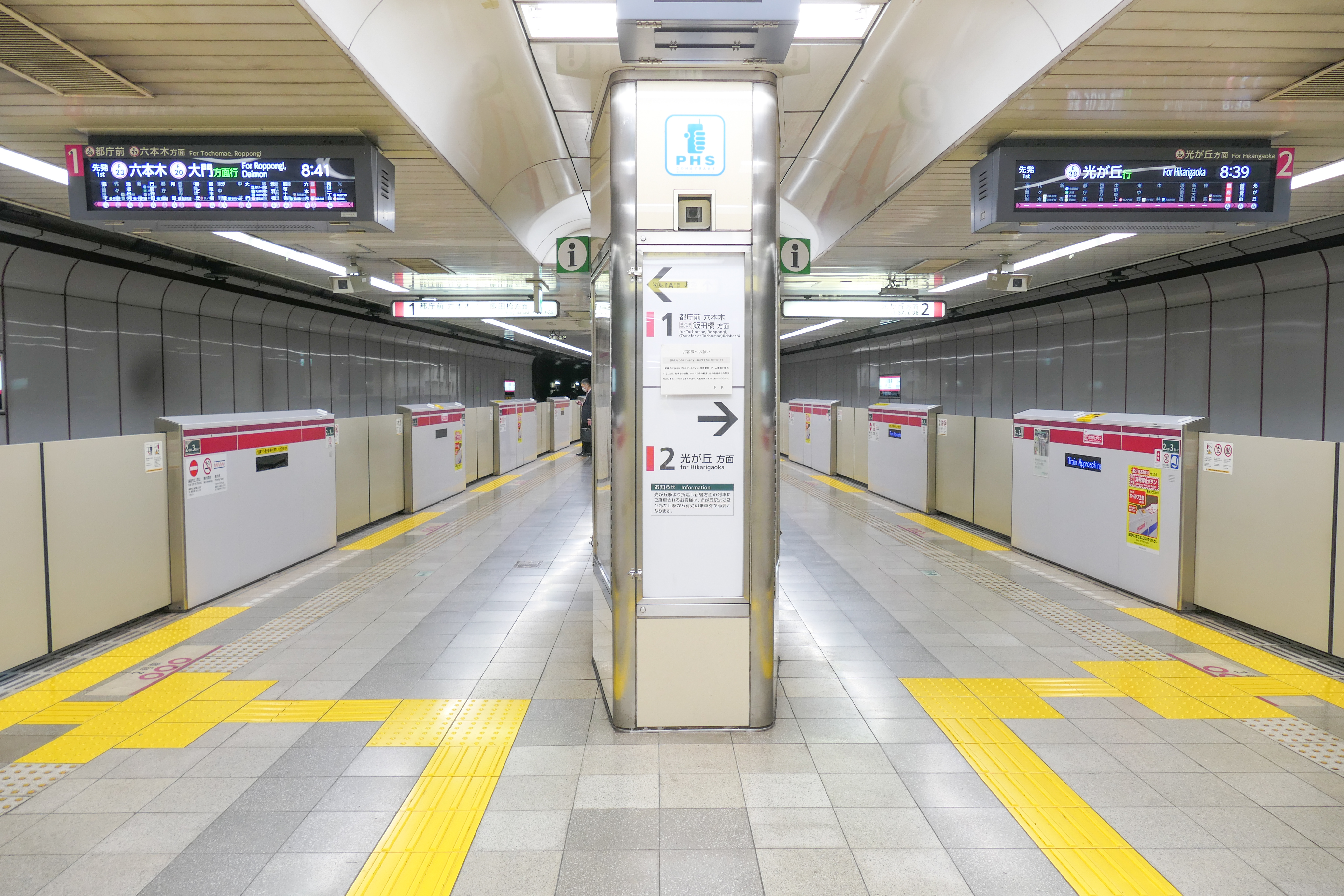
Платформа линии Оэдо

Станция Тосимаэн (яп. 豊島園駅 тосимаэн эки) — железнодорожная станция на линиях Оэдо и Тосима расположенная в специальном районе Нэрима, Токио. Станция обозначена номером E-36 на линии Оэдо. Вблизи станции расположен парк развлечений Тосимаэн. На станции установлены автоматические платформенные ворота.

## Линии
- Seibu Railway
  - Линия Тосима
- Tokyo Metropolitan Bureau of Transportation
  - Линия Оэдо

## Планировка станции

### Линия Тосима
Одна платформа островного типа и два пути.
| 1 | ■ Линия Тосима | Нэрима, Икэбукуро |
| 2 | ■ Линия Тосима | Нэрима, Икэбукуро |

### Линия Оэдо
Одна платформа островного типа и два пути.
| 1 | ○ Линия Оэдо | Тотёмаэ, Роппонги, Даймон |
| 2 | ○ Линия Оэдо | Хикаригаока               |

## Близлежащие станции
| «      |  | Линия        |  | »                |
| ------ |  | ------------ |  | ---------------- |
| Нэрима |  | Линия Тосима |  | Конечная станция |
| Нэрима |  | Линия Оэдо   |  | Нэрима-Касугатё  |